# Calendar Girl, Cop, Killer? The Bambi Bembenek Story
Calendar Girl, Cop, Killer? The Bambi Bembenek Story (conocida en Argentina como Captura recomendada) es una película del género drama de 1992, dirigida por Jerry London, escrita por John Greenya, Larry Barber y Paul Barber, musicalizada por Dana Kaproff, en la fotografía estuvo Billy Dickson y los protagonistas son Timothy Busfield, Lindsay Frost y John Karlen, entre otros. El filme fue realizado por Frank & Bob Films II y Von Zerneck-Sertner Films, se estrenó el 18 de mayo de 1992.

## Sinopsis
Cuenta hechos de la vida de la llamativa policía Laurencia Bembenek, que en 1982 fue condenada por asesinar a la ex cónyuge de su marido, en Milwaukee, Wisconsin.